# III. Ulászló morva őrgróf
Přemysl Ulászló (ismert még mint Csehországi Ulászló, csehül: Vladislav Český, németül: Vladislav von Böhmen; 1227 – 1247. január 3.), a Přemysl-házból származó cseh királyi herceg, I. Vencel cseh király és Sváb Kunigunda királyné fia, aki morva őrgróf III. Ulászló néven 1239-től, majd felesége, Brandenburgi Gertrúd révén az osztrák hercegi cím követelője korai, 1247-es haláláig.

## Származása
Ulászló 1227-ben született a cseh uralkodódinasztia, a Přemysl-ház tagjaként. Apja I. Vencel cseh király, aki I. Ottokár cseh király és Magyarországi Konstancia királyné fia volt. Apai nagyapai dédszülei I. Ulászló cseh király és Türingiai Judit (I. Lajos türingiai tartománygróf leánya), míg apai nagyanyai dédszülei III. Béla magyar király és Châtillon Anna királyné (Châtillon Rajnald antiochiai fejedelem leánya) voltak. Édesanyja a német nemesi Hohenstaufen-házbó való Kunigunda sváb hercegnő, Fülöp német király és Angelosz Irén leánya volt. Anyai nagyapai dédszülei Barbarossa Frigyes német-római császár és Burgundiai Beatrix grófnő (III. Rajnáld burgundi gróf leánya), míg anyai nagyanyai dédszülei II. Iszaakiosz bizánci császár és feltehetően Palaiologosz Irén voltak.
Ulászló volt szülei öt gyermeke közül az első, egyben apjuk örököse. Egy fivére a későbbi II. Nagy Ottokár cseh király volt, míg két felnőttkort megért leánytestvére Beatrix királyi hercegnő, aki III. Ottó brandenburgi őrgróf felesége lett, és Ágnes királyi hercegnő, aki III. Henrik meisseni őrgróf hitvese volt.